# Bernama
Bernama (Pertubuhan Berita Nasional Malaysia – BERNAMA) – państwowa agencja informacyjna funkcjonująca w Malezji. Została założona w 1968 roku.